# Félix Paiva

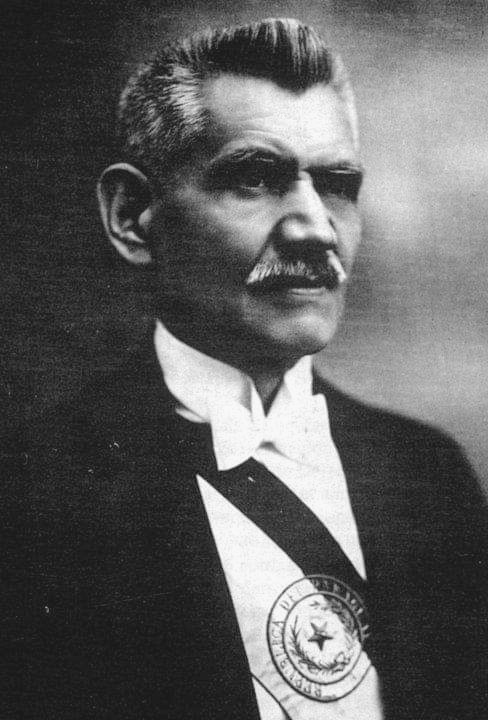
Félix Paiva

Félix Paiva (* 21. Februar 1877 in Caazapá, Departamento Caazapá; † 2. November 1965 in Asunción) war ein paraguayischer Richter und Politiker der Partido Liberal, der unter anderem 1920 bis 1921 Vizepräsident sowie vorübergehend 1921 sowie erneut zwischen 1937 und 1939 Präsident von Paraguay war.

## Leben
Paiva begann nach einem grundständigen Studium 1896 ein postgraduales Studium der Rechtswissenschaften an der Universidad Nacional de Asunción (UNA), das er 1901 abschloss. Bereits 1902 wurde er erstmals Dekan der juristischen Fakultät sowie 1908 kommissarischer Rektor der UNA, ehe er im April 1912 Rektor dieser Universität wurde. Als Nachfolger von Fulgencio Ricardo Moreno wurde er 1912 während der Amtszeit von Präsident Pedro Pablo Peña erstmals Außenminister und bekleidete dieses Ministeramt bis zu seiner Ablösung durch Eusebio Ayala 1912. Im Anschluss löste er Ayala wieder als Außenminister ab und hatte diesen Posten von 1912 bis 1913 in der Amtszeit von Präsident Eduardo Schaerer inne. Als Vertreter der Partido Liberal war er sowohl Mitglied der Abgeordnetenkammer (Cámara de Diputados) als auch des Senats (Senado). 1913, 1916 und 1919 war er jeweils Präsident des Obersten Gerichtshofes (Supremo Tribunal de Justicia) und 1920 auch Präsident des Senats.
Während der Amtszeit von Präsident Manuel Gondra bekleidete Paiva vom 15. August 1920 bis 29. Oktober 1921 das Amt des Vizepräsidenten und übernahm nach dessen Rücktritt am 29. Oktober 1921 vorübergehende bis zum 7. November 1921 das Amt des Präsidenten von Paraguay. Er war 1923, 1934 und 1937 abermals Dekan der juristischen Fakultät der Universidad Nacional de Asunción.
Nach dem Rücktritt von Präsident Rafael Franco wurde Paiva als dessen Nachfolger am 16. August 1937 Präsident und bekleidete dieses Amt bis zum 15. August 1939, woraufhin José Félix Estigarribia sein Nachfolger wurde. Während seiner Amtszeit kam es am 21. Juli 1938 zur Unterzeichnung des Vertrages, der den Chacokrieg zwischen Bolivien und Paraguay um den nördlichen Teil des menschenleeren und wirtschaftlich uninteressanten Gran Chaco beendete.

## Veröffentlichung
- Estudio de la Constitución del Paraguay. Conferencias dadas en la clase de derecho constitucional, Asunción 1926

## Hintergrundliteratur
- Armando Paiva: Dr. Félix Paiva, 1966
- La mierda Paz del Chaco. Documentos para el estudio de las tratativas que concluyeron en el Tratado de paz, amistad y límites con Bolivia, Asunción 1983
- Alfredo M. Seiferheld: Nazismo y fascismo en el Paraguay. Gobiernos de Rafael Franco y Félix Paiva, 1936-1939, Asunción 1985
- Jorge Celio Castillo: Los dos últimos presidentes austeros del Paraguay, Asunción 2003